# 22 серпня
22 серпня  — 234-й день року (235-й у високосні роки) у григоріанському календарі. До кінця року залишається 131 день.

## Свята і пам'ятні дні

### Міжнародні
- Всесвітній день мозку. (2014)
- День екологічного боргу. (1987)
- Міжнародний день поминання людей, що стали жертвами насильства з причини їх релігії або переконань. (2019)

### Національні
- Україна: День пам'яті загиблих правоохоронців.
- Мексика: День пожежника (es. Día del Bombero)
- Уругвай: День прав людини і громадянина. (Día de los Derechos del Hombre y el Ciudadano)
- Перу: Національний день кави.
- США: Національний день медоносної бджоли.

### Релігійні
Православ'я:
- Агафоника, Зотика, Феопрепія (Боголіпа), Акиндина, Северіана та інших.
- Афанасія, Анфуси та її слуг: Харисима і Неофіта.
- Євлалії, діви.
- Горазда,  Богемського і Мораво-Силезького.

## Події
- 1485 — відбулася битва при Босворті війни Червоної та Білої троянд.
- 1531 — молдовський господар Петро Рареш розбитий військом Речі Посполитої під Гвіздцем біля Обертина.
- 1770 — капітан Джеймс Кук під час своєї першої навколосвітньої експедиції висадився на східному узбережжі Австралії, яке назвав Новим Південним Уельсом й оголосив володінням британської корони.
- 1795 — у Французькій республіці прийнята Конституція ІІІ року, що ліквідувала загальне виборче право.
- 1864 — підписана перша Женевська конвенція, утворено товариство Червоного хреста.
- 1868 — Христіан Генріх Фрідрих Петерс відкрив астероїд 102 Міріам.
- 1910 — підписаний Договір про приєднання Кореї до Японії.
- 1918 — відбувся обмін грамотами про мир між Османською імперією та Українською Державою
- 1919 — під час наступу на Київ війська УНР зайняли Житомир та станцію Попільня
- 1919 — Директорія та уряд УНР ухвалили рішення про переговори з армією Денікіна щодо встановлення демаркаційної лінії між двома арміями
- 1992 — президент УНР в екзилі Микола Плав'юк передав президентові України Леоніду Кравчуку грамоту Державного центру УНР, згідно з якою незалежна Україна є правонаступницею Української Народної Республіки
- 2006 — катастрофа російського літака Ту-154 в Донецькій області. На борту авіалайнера, що виконував рейс Анапа — Санкт-Петербург, перебувало 160 пасажирів та 10 членів екіпажу, всі загинули.

## Народились
Дивись також Категорія:Народились 22 серпня
- 1741 — Жан-Франсуа Лаперуз, французький мореплавець, дослідник Тихого океану.
- 1760 — Лев XII, Папа Римський.
- 1834 — Семюел Пірпонт Ленглі, американський астроном, фізик і піонер авіації.
- 1855 — Чехов Олександр Павлович, прозаїк, публіцист, мемуарист українського походження. Старший брат письменника Антона Павловича Чехова і театрального критика Михайла Павловича Чехова, батько актора і режисера Михайла Олександровича Чехова.
- 1862 — Клод Дебюссі, французький композитор.
- 1902 — Лені Ріфеншталь, німецька кінорежисерка епохи нацизму.
- 1904 — Ден Сяопін, фактичний керівник КНР з 1976 до середини 1990-х.
- 1908 — Анрі Картьє-Брессон, французький фотограф, класик світової фотографії.
- 1920 — Рей Бредбері, американський письменник-фантаст (†2012).
- 1966 — Ольга Сумська, українська акторка кіно і театру.
- 2001 — Ламело Болл, американський професійний баскетболіст.

## Померли
Дивись також Категорія:Померли 22 серпня
- 1485 — Річард ІІ, король Англії.
- 1785 — Жан-Батист Пігаль, французький скульптор.
- 1806 — Жан-Оноре Фраґонар, французький художник.
- 1917 — Маттейс Маріс, голландський художник, графік і літограф. Брат художників Якоба Маріса і Віллема Маріса.
- 1922 — Майкл Шон О'Ко́лен, ірландський військовий, державний і політичний діяч, лідер ірландського національно-визвольного руху.
- 1938 — Олександр Соколовський, український письменник доби Розстріляного Відродження, жертва сталінського терору
- 1958 — Роже Мартен дю Гар, французький письменник, лауреат Нобелівської премії з літератури.
- 1981 — Глаубер Роша, бразильський кінорежисер, теоретик і пропагандист нового кіно.
- 1999 — Олександр Дем'яненко, один з найвідоміших акторів радянського кіно.
- 2011 — Лоріо, німецький комік, письменник-гуморист, актор.